# U 2364
U 2364 war ein  U-Boot der deutschen Kriegsmarine im Zweiten Weltkrieg. Es handelte sich um ein sogenanntes „Küsten-U-Boot“ vom Typ XXIII mit einem modernen Walter-Antrieb. U 2363 wurde kurz vor Kriegsende von der eigenen Besatzung versenkt.

## Bau
Die Deutsche Werft AG in Hamburg-Finkenwerder war eine der wenigen Produktionsstätten, auf der keine U-Boote vom Typ VII gefertigt wurden. Diese Werft war seit Kriegsbeginn in das U-Bootbauprogramm der Kriegsmarine eingebunden, aber ausschließlich mit der Fertigung von Bootes des Typs IX beauftragt. Ende des Jahres 1943 wurde die Deutsche Werft AG erstmals mit dem Bau des neuen Typ XXIII beauftragt. Es war vorgesehen, monatlich eine Anzahl von acht Booten dieses Typs auszuliefern. Bis Kriegsende lieferte die Werft 48 Boote des Typ XXIII an die Kriegsmarine, davon 19 im letzten Kriegsjahr.
Diese Boote waren mit dem neuentwickelten Walter-Antrieb ausgerüstet und für den kurzfristigen Einsatz als „Küsten-U-Boote“ konzipiert, sollten also nicht weit in die offene See vordringen. Daher wurde eine Bewaffnung mit lediglich zwei Torpedos als ausreichend betrachtet. Die 34,7 m langen und 3 m breiten XXIII-Boote hatten eine Besatzung von bis zu zwölf Mann. Es handelte sich um Einhüllenboote, die bei Unterwasserfahrt eine Geschwindigkeit von bis zu 9,7 kn erreichen konnten. In den letzten beiden Kriegsjahren wurden insgesamt 61 U-Boote des Typs XXIII gebaut. U 2364 wurde am 14. Februar 1945 unter dem Kommando von Oberleutnant zur See Dieter Hengen in Dienst gestellt. Der 22-jährige Hengen hatte zuvor als Wachoffizier auf U 255 gedient.  

## Einsatz und Geschichte
Am 14. Februar 1945 wurde U 2364 zunächst der 32. U-Flottille als Ausbildungsboot unterstellt, die in Königsberg stationiert war, kam aber unmittelbar zur 4. U-Flottille in Stettin. Ende April 1945 übernahm Kapitänleutnant Gerhard Remus das Kommando auf U 2364. Der 29-jährige Remus hatte bis Anfang 1943 mehrere U-Boote kommandiert und war danach als Leiter der Schießausbildung in der 24. U-Flottille und der 26. U-Flottille tätig.

### Ende des Bootes
U 2364 wurde am 5. Mai in der Geltinger Bucht nahe Flensburg durch die eigene Besatzung versenkt. Kommandant Remus folgte mit der Anordnung dem sogenannten Regenbogen-Befehl, der die Selbstzerstörung, bzw. Selbstversenkung der deutschen U-Boote zur Verhinderung der Übergabe an alliierte Streitkräfte vorsah. Der „Regenbogen-Befehl“ wurde durch Karl Dönitz am 4. Mai im Rahmen der Teilkapitulation der Wehrmacht für Nordwestdeutschland, Dänemark und die Niederlande wieder zurückgenommen. Dennoch wurden an diesem Tag neben U 2364 noch 34 weitere deutsche U-Boote in der Geltinger Bucht durch die eigenen Besatzungen versenkt.